# Eto Sladkoe Slovo: Svoboda
Eto Sladkoe Slovo: Svoboda (trad. Libertà, che dolce parola) è un film del 1973 diretto da Vytautas Žalakevičius.

## Riconoscimenti
- Gran Premio 1973 al Festival di Mosca